# Dupok
Dupok is een bestuurslaag in het regentschap Bangkalan van de provincie Oost-Java, Indonesië. Dupok telt 5424 inwoners (volkstelling 2010).